# 托比·金博尔
托马斯·金博尔（英語：Thomas Kimball，1942年9月7日—2017年5月2日），美国NBA联盟前职业篮球运动员。他在1965年的NBA选秀中第3轮第26顺位被波士顿凯尔特人选中。